# General Dynamics
General Dynamics is opgericht in Falls Church, Virginia op 21 februari 1952, als gevolg van een fusie van de Electric Boat Company, Canadair en enige andere bedrijven. General Dynamics is een Amerikaans defensieconglomeraat dat vooral bekendstaat om zijn belangrijke positie in de moderne oorlogsvoering.

## Activiteiten
De onderneming heeft vier kernactiviteiten, namelijk:
- Aerospace: dit is met name het ontwerp en bouw van Gulfstream vliegtuigen, maar ook onderhoudswerkzaamheden aan vliegtuigen;
- Marine Systems: bouwt schepen voor de Amerikaanse marine waaronder nucleair aangedreven onderzeeboten, torpedobootjagers en bevoorradingschepen. Het is de maker van, onder andere, Columbiaklasse onderzeeërs, bevoorradingsschepen voor de marine van de John Lewisklasse en schepen van de Arleigh Burkeklasse (DDG-51);
- Combat Systems: ontwerp, bouw en onderhoud van militaire rupsvoertuigen en andere pantservoertuigen, waaronder de M1 Abrams tank, Stryker en M10 Booker, en
- Information Systems and Technology: levert communicatie- en informatiesystemen aan overheden en aan bedrijven.

De Amerikaanse overheid was in 2023 de grootste klant met een aandeel in de totale omzet van 70%. De rest komt, in ongeveer gelijke delen, van het Amerikaanse bedrijfsleven, internationale defensieklanten en internationale bedrijven. Het bedrijf maakt niet alleen vliegtuigen maar ook militaire systemen om vijanden op te sporen en eventueel te vernietigen. General Dynamics houdt vele zaken waarmee het bezig is om strategische redenen volledig geheim. 
Het jachtvliegtuig F-16 Fighting Falcon is door deze onderneming ontworpen. In 1993 verkocht GD zijn Fort Worth Division - waar het meest verkochte westerse gevechtsvliegtuig, de F-16, werd gemaakt - aan concurrent Lockheed Martin. In 1999 echter keerde het bedrijf terug in de luchtvaart, door de overname van Gulfstream Aerospace. 

### Resultaten
| jaar | Omzet  | Bedrijfsresultaat | Nettoresultaat | Orderportefeuille | Werknemers |
| ---- | ------ | ----------------- | -------------- | ----------------- | ---------- |
| 2010 | 32.466 | 3945              | 2628           | 59.561            | 90.000     |
| 2011 | 32.677 | 3826              | 2552           | 57.410            | 95.100     |
| 2012 | 30.992 | 765               | -332           | 51.132            | 92.200     |
| 2013 | 30.930 | 3689              | 2345           | 45.885            | 96.000     |
| 2014 | 30.852 | 3889              | 2533           | 72.410            | 99.500     |
| 2015 | 31.469 | 4178              | 2965           | 66.120            | 99.900     |
| 2016 | 31.353 | 4309              | 2955           | 59.800            | 98.800     |
| 2017 | 30.973 | 4177              | 2912           | 63.175            | 98.600     |
| 2018 | 36.193 | 4457              | 3345           | 67.900            | 105.600    |
| 2019 | 39.350 | 4648              | 3484           | 87.000            | 102.900    |
| 2020 | 37.925 | 4133              | 3167           | 89.500            | 100.700    |
| 2021 | 38.469 | 4163              | 3257           | 87.600            |            |
| 2022 | 39.407 | 4211              | 3390           | 91.100            | 106.500    |
| 2023 | 42.272 | 4245              | 3315           | 93.600            | 111.600    |

## Geschiedenis
Op 21 februari 1952 ontstond General Dynamics als gevolg van een fusie van de Electric Boat Company en  Canadair. Een jaar later werd Convair overgenomen. In 1976 werd Canadair verkocht aan de Canadese overheid en kwam later bij Bombardier terecht, dit werd de luchtvaartafdeling van het Canadese bedrijf. In 1985 nam het de producent van kleine vliegtuigen Cessna over.
In de eerste helft van de jaren negentig raakte het bedrijf in de problemen. Het had te veel diverse activiteiten en de resultaten waren onvoldoende. Van diverse bedrijfsonderdelen werd afscheid genomen, zoals van Cessna en de productie van raketten werd overgedragen aan Hughes Aerospace, toen nog een onderdeel van General Motors. In 1994 volgde de verkoop van de ruimtevaartactiviteiten aan Martin Marietta en de laatste onderdelen van Convair ging over naar McDonnell Douglas.
De scheepsbouwactiviteiten bleven behouden en werd in 1995 versterkt door de overname van Bath Iron Works, een werf aan de Amerikaanse oostkust. Naast onderzeeboten heeft General Dynamics daarmee ook een positie gekregen in de bouw van gewone marineschepen. In de tweede helft van de jaren negentig volgde de overname van diverse IT bedrijven waarmee het huidige bedrijfsonderdeel Information Systems and Technology geformeerd werd. In 1999 werd Gulfstream overgenomen voor 5,4 miljard dollar en hiermee werd General Dynamics weer actief in de luchtvaart. In 2003 volgde de militaire activiteiten van General Motors.
In november 2008 werd de overname van Jet Aviation afgerond. General Dynamaic betaald US$ 2,2 miljard voor dit Zwitserse bedrijf opgericht in 1967. Het levert wereldwijd diensten aan de luchtvaartindustrie en telde op het moment van de overname 5600 werknemers.
Begin 2018 kondigde het de overname aan van CSRA. General Dynamics betaalde US$ 6,8 miljard om het bedrijfsonderdeel Informatie Technologie uit te breiden. CSRA rapporteerde een jaaromzet van bijna US$ 5 miljard en de Amerikaanse overheid was veruit de grootste klant. CSRA werkt vooral voor het Amerikaanse ministerie van Defensie.